# 伹野茂
伹野 茂（ただの しげる）は、日本の機械工学者。北海道大学名誉教授。
独立行政法人国立高等専門学校機構理事。元函館工業高等専門学校校長、元全国高等専門学校連合会会長。第24期・第25期日本学術会議会員。

## 人物・経歴
北海道美唄市出身。
1978年、北海道大学工学部機械工学科卒業。名古屋市の民間企業勤務を経て、北海道大学大学院に進学。
1984年、北海道大学に採用。
1988年、北海道大学より工学博士の学位を取得。北海道大学大学院工学研究院人間機械システムデザイン部門教授、北海道大学大学院工学研究科副研究科長（研究担当、総務担当）、北海道大学教育研究評議員、北海道大学総長室役員補佐（企画・経営室、研究戦略室）、北海道大学創成研究機構副機構長、北海道大学知財審査会会長、文部科学省科学技術調査員、科学技術振興機構研究領域主管、科学技術人材育成費補助事業委員会委員、科学技術戦略推進費評価作業部会委員、日本学術会議連携会員、日本学術会議第二部会生体医工学分科会幹事、日本機械学会庶務理事、日本運動器科学会理事、日本機械学会バイオエンジニアリング部門長、日本臨床バイオメカニクス学会会長・理事、日本機械学会2015年度年次大会大会委員長、生活生命支援医療福祉工学系学会連合大会大会長、5th Asian Pacific Conferenceof  Biomechanics大会長等を経て、北海道大学名誉教授。
2015年、函館工業高等専門学校校長。
2016年、国立高等専門学校機構理事（校長兼務）。
2017年、第24期日本学術会議会員。
2018年、一般社団法人全国高等専門学校連合会会長（代表理事）、国立高等専門学校機構理事（校長兼務）（再任）。
2019年、苫小牧工業高等専門学校校長。
2020年、第25期日本学術会議会員。

## 受賞
- 2022年 日本機械学会名誉会員
- 2017年 日本機械学会バイオエンジニアリング部門 第22回功績賞[6]
- 2017年 日本機械学会バイオエンジニアリング部門JBSE Graphics of the Year Award[6]
- 2017年 日本機械学会バイオエンジニアリング部門JBSE Graphics of the Year Award JBSE Graphics of the Year Award[6]
- 2016年 日本機械学会バイオエンジニアリング部門 2016 JBSE PAPERS OF THE YEAR AWARD[6]
- 2012年 日本機械学会バイオエンジニアリング部門 2011 JBSE PAPERS OF THE YEAR AWARD[6]
- 2010年 日本機械学会賞（論文）[6]
- 2008年 Outstanding Paper Award/ Oral Paper Winner[6]
- 2006年 日本機械学会賞（論文）[6]
- 2006年 日本機械学会フェロー[6]
- 2006年 日本機械学会バイオエンジニアリング部門業績賞[6]
- 2006年 JSME Medal for Outstanding Paper[6]